# Émilie de Césarée
Emilie, ou Emmélie, ou Eumélie, (en grec Ἐμμέλεια) de Césarée en Cappadoce est une sainte chrétienne née entre la fin du IIIe et le début du IVe siècle, dans un période d’expansion du christianisme. Elle est également la femme et la mère de plusieurs saints.

## Biographie
Elle est l'épouse de Basile l'Ancien et eu neuf ou dix enfants, dont Basile de Césarée (né vers 330), Macrine la Jeune, Pierre de Sébaste, Grégoire de Nysse et Naucrace. Émilie a passé une grande partie de ses dernières années à vivre avec sa fille aînée, Macrine la Jeune. Celle-ci eu un profond impact sur sa mère. Après la mort de Basile l'Ancien, Emmelia et sa fille vécurent une vie consacrée au christianisme, entourées de serviteurs qu'elles traitaient comme des égaux. Leur mode de vie ascétique attirait une suite de femmes qui créaient une atmosphère semblable à celle d'un couvent, ignorant l'attrait matérialiste des plaisirs et des possessions terrestres.
Elle serait morte le 30 mai 375.

## Culte
Emilie est vénérée comme une sainte à la fois dans l'Église orthodoxe orientale et dans l'Église catholique romaine. Elle est fêtée le 1er janvier par la première, et le 30 mai par la seconde.
Ce n’est pas la seule femme de sa famille à être vénérée comme une sainte. Sa belle-mère, Macrine l'Ancienne ainsi que ses filles, Macrine la Jeune et - probablement - Theosebia, sont reconnues comme saintes dans l'Église catholique (à l'exception de Theosebia) et dans l'Église orthodoxe orientale.